# MAQuillAGE
MAQuillAGE（マキアージュ）は、化粧品メーカーの資生堂が2005年（平成17年）8月21日より販売しているトータルメーキャップブランドの名称である。フランス語で maquillage （フランス語発音: [makijaːʒ] マキヤージュ）とは「化粧」の意。

## 経緯
資生堂は、これまで消費の多様化に応えるため100を超えるブランドを発表してきたが、収益力の低下を招き、化粧品市場は頭打ちになっていた。この状況を打開するため、2005年（平成17年）に入り「メガブランド構想」を打ち出し、ブランド数を絞り込む戦略に方針転換を始めた。
その第1弾として、同社の主力ブランドでいずれも年間売上が約200億円である、ポイントメーキャップ（口紅やアイシャドーなど）のブランド「ピエヌ」とベースメーキャップ（ファンデーションなど）のブランド「プラウディア」を統合 して、新ブランド「MAQuillAGE」を立ち上げることを発表し、発売後1年間で500億円の売り上げを目標にすることとした。
「MAQuillAGE」は、資生堂のブランドの中では過去最大規模の40億円の宣伝費を投じ、初代イメージモデルには女優の篠原涼子、伊東美咲、蛯原友里、栗山千明の4人を起用した。また、イメージソングとして山田タマルの「My Brand New Eden」が2006年（平成18年）冬のプロモーションまで使用された。
※その後の変遷については下記参照。

### MAQuillAGEにまつわる主な出来事
- 2005年6月27日 新ブランド「MAQuillAGE」の展開を発表。
- 2005年7月22日 CM発表会が行われる。
- 2005年7月下旬 雑誌広告を開始。
- 2005年8月21日 「MAQuillAGE」発売とCM放映開始。

同日にはタイアップ番組として日本テレビ系で22:00 - 23:30（JST）に『Tokyo美人物語〜本当のキレイを探す旅〜』が放送され、イメージモデルの4人が出演した。
通常、この時間は『おしゃれイズム』が放送される時間帯であるため、通常の番組構成を変更しての放送であった。
また、放送時間中のCMでは60秒のスペシャルバージョンが何度か放送された。
- 2006年2月24日 日本テレビ系で21:00 - 22:54（JST）に『マキアージュ ドラマスペシャル ウーマンズ・アイランド〜彼女たちの選択〜』が放送された（出演：篠原涼子、栗山千明、蛯原友里）。
- 2008年7月21日 ファッションデザイナーのクリストファー・ケインとコラボレートした新製品を発売。
- 2009年1月21日 中国への導入に伴い、ユニバーサル・ピクチャーズと技術協力により、理想の顔立ちと「美の黄金バランス」を実現できるメーキャップブランドへとリニューアル。
- 2008年7月21日 ファッションデザイナーのアレキサンダー・ワンとコラボレートした新製品を発売。
- 2014年11月21日 マーケティング改革に伴い、新生「マキアージュ」としてリニューアル。
- 2025年2月7日 ブランド誕生20周年を機に、リニューアル。

## 主な歴代キャッチコピー
- 2005年秋　ビューティ・クライマックス はじまる
- 2006年春　この世のハルがきた
- 2006年秋　主演、肌。
- 2007年春　美人スイッチ、ON。
- 2007年秋　ビューティーは、ハンサムへ。
- 2007年冬　ドレスコードは、唇。
- 2008年春　美・ラスティング時代、はじまる。
- 2008年秋　MODE MIX MAQuillAGE
- 2009年春　ビューティーを更新せよ。
- 2009年秋　美形派リップの証明。
- 2009年冬　世界一やわらかいダイヤ。
- 2010年 - 2011年　わたしが変わる。世界を変える。
- 2012年春　美しく生きる人の、美しい唇。／肌がきれいなら、女は無敵。
- 2012年秋　また、会いたくなる 美しいまなざし。
- 2013年　肌がきれいなら、女は無敵。／くちびる弾ませ、女は無敵。／色気しのばせ、女は無敵。
- 2014年春夏　初、咲、唇。／肌、咲、美人。
- 2014年秋　魅せリップ、ぷるり。／魅せ肌、つるん。
- 2014年冬 - 　レディにしあがれ。
- 2020年春 - 　ドラマティックの、予感。
- 2023年 -　DRAMATIC DAYS
- 2025年 -　きれいは、みんなで進んでく。

## イメージモデル

### 現在
- 古川琴音（2025年 - ）

### 過去
- 蛯原友里（2005年 - 2009年）
- 篠原涼子（2005年 - 2009年）
- 伊東美咲（2005年 - 2008年冬）
- 栗山千明（2005年 - 2008年冬）
- 杏（2007年秋 - 2008年冬）
- アギネス・ディーン（2008年秋のみ）
- 土屋アンナ （2009年）
- 上野樹里（2009年）
- ペイスー・ウー（2009年春日本版CMのみ）
- 香里奈（2009年秋のみ）
- ICONIQ （2010年）[3]
- 椎名林檎（2011年）※ベースメイク部門のみ担当、CMソングに「女の子は誰でも」を使用。
- 後藤久美子（2012年 - 2013年）
- 武井咲 （2011年 - 2013年）[4]
- 満島ひかり（2014年春のみ）
- 水原希子（2014年 - 2017年夏）
- 長谷川潤（2014年冬 - 2019年）
- 白石麻衣（2017年秋 - 2019年）
- 森星（2020年 - ）
- 清野菜名（2020年 - ）
- 池田エライザ（2020年 - ）

## CMソング
CMイメージソングは、2012年にMr.Childrenの「GIFT」（NHKの2008年北京オリンピック・パラリンピック放送テーマソングとして起用）と「Marshmallow day」、2013年に絢香の「ちいさな足跡」、2014年にJUJUの「Hot Stuff」が使用された。

## 商品ラインナップ
（2025年6月現在）
※太字は新製品および新色。

### ポイントメイクアップ

#### 口もと
- ドラマティックエッセンスルージュ EX〈6月21日新色発売〉
- エッセンスグラマラスルージュ NEO〈8月21日新色発売〉
- トゥルールージュ
- スムース＆ステイリップライナー
- リップエッセンス EX
- リップリファイナー

#### 目もと
- カスタマイズアイカラー（アソート／シングル）〈4月21日新発売〉
- トゥルーアイシャドー
- アイカラー N（パウダー）
- アイカラー N（クリーム）
- パーフェクトファインライナー WP
- ロングステイアイライナー N
- フルビジョン マスカラ（ボリュームインパクト）
- フルビジョン マスカラ
- フルビジョン グロスコート マスカラ
- フルビジョン ラッシュベース

#### 眉
- ラスティングフォギーブロー〈８月２１日新発売〉
- ダブルブロークリエーター（ペンシル／パウダー）
- ソフトブローライナー
- アイブローカラーワックス

#### 頬
- ドラマティックムードヴェール
- トゥルーチーク
- デザインチークカラーズ
- チークカラー

#### ネール
- グロッシーネールカラー
- トップ＆ベースコート
- ネールプロテクト＆ホワイト
- クイックドライオイル
- ネールエステリスト

### ベースメーキャップ

#### ファンデーション
- ドラマティックパウダリー UV
- パーフェクト マルチコンパクト（ファンデーション／おしろい）
- ライティング ホワイトパウダリー UV
- トゥルーリキッド ロングキープ UV
- トゥルーリキッド モイスチャー UV
- エッセンスリッチ ホワイトリキッド UV
- トリートメント ラスティングコンパクト UV
- ポア パーフェクトカバー
- コンシーラーリキッド
- コンシーラースティック EX

#### 化粧下地
- ピーチチェンジベース CC〈8月21日新発売〉
- パーフェクトマルチベース BB
- ビューティーキープベース UV
- ホワイトリペア エッセンスベース UV

#### おしろい
- プレストパウダー
- フィニッシュパウダー
- デザインリメークパウダー

### その他

#### 香り・化粧用具
- ドラマティックムードポーション
- エッジフリー アイラッシュカーラー

## かつて存在した商品

### ベースメーキャップ

#### Foundation
- フローレススキン パウダリー UV［春夏用］
- フローレススキン リキッド UV［春夏用］
- クライマックス ラスティングパウダリー UV［春夏用］
- クライマックス ラスティングジェル UV［春夏用］
- クライマックス ウオーターコンパクト UV［春夏用］
- ラスティングパウダリー UV［春夏用］
- ラスティングリキッド UV
- ラスティングパウダリー UV EX
- ラスティング スティックファンデーション UV
- トゥルーパウダリ― UV
- フローレススキン パウダリー［秋冬用］
- フローレススキン リキッド［秋冬用］
- クライマックス モイスチャーパウダリー［秋冬用］
- クライマックス モイスチャージェル［秋冬用］
- クライマックス モイスチャーコンパクト［秋冬用］
- モイスチャー フィニッシュパウダリー UV
- モイスチャー クリームファンデーション UV
- モイスチャー フォルミングパウダリー UV
- コンシーラースティック
- パーリーイルミネーター

#### Powder
- ルースパウダー
- プレシャスデザインパウダー
- パーフェクトリメークコンパクト

#### Pre Makeup
- プレメーキャップ モイスチャー
- プレメーキャップ スムーザー
- プレメーキャップ UVプロテクター
- プレメーキャップ スキンブライトナー
- プレメーキャップ スムースフィックス
- プレメーキャップ オイルコントロール
- スタイリングキープベース UV
- モイスチャーベース UV

### ポイントメーキャップ

#### Lips
- ルミナスティックルージュ
- スーペリアルージュ
- ライブステイルージュ
- スパークルステイルージュ
- シアークライマックスルージュ
- カラーオンクライマックスルージュ
- ネオクライマックスリップ
- クリスタライジングリップコンパクト
- ラスティングクライマックスルージュ
- モイスチャールージュ(カラーオンタイプ)
- モイスチャールージュ(シアータイプ)
- シャイニージェリールージュ
- グロッシーパーフェクトルージュ
- ラスティングパーフェクトルージュ
- ルージュエナメルグラマー
- エッセンスグラマラスルージュ
- ダイアモンドティア グロス
- グロッシーグロス
- パーフェクトグロス
- リップエッセンス
- ピュアリップベース
- リップクリエーターペンシル
- スムースリップライナー

#### Eyes
- コントラストアイズ
- アイカラー
- ウォータリークラッシュアイズ
- スパークルコントラストアイズ
- クリーンコントラストアイズ
- スパークルコントラストアイズ 2
- クリーンコントラストアイズ 2
- ダブルシャイニーアイズ
- フォルミングシャイニーアイズ
- アイズクリエーター（3D）
- デュアルグロウアイズ
- ライティングアイズクリエーター
- ダイアモンドティア アイライナー
- ダブルアイライナー
- ドラマティカル ジェルライナー
- マスカラ フルレングス
- マスカラ スタイリッシュボリューム
- マスカラ コーミンググラマー
- マスカラ コーミングリムーバー
- フルビジョン マスカラ＆ライナー
- フルビジョン マスカラ ブリリアントグリッター

#### Eyebrow
- アイブローコンシーラー
- アイブローファイバーイン
- ダブルブローライナー／ダブルブローパウダー
- ブロー＆シャドー コンパクト

#### Face
- デザインフェースカラーズ
- デザインフェースカラーズ（イルミネーター）
- フェースクリエーター（3D）

#### Nails
- ネールカラー
- トップコート
- ベースコート
- ブリリアントグリッター ネールカラー
- ネールポリッシャー／ネールポリッシャー（レフィル）
- ダイヤモンドネールシェイパー（ラウンドタイプ）
- ダイヤモンドネールシェイパー（ストレートタイプ）

#### Others
- シャープナー (L)